# Michael Mørkøv
Michael Mørkøv Christiansen (Kokkedal, 30 de abril de 1985) es un deportista danés que compitió en ciclismo en las modalidades de pista, especialista en las pruebas de persecución y madison, y ruta; campeón olímpico en Tokio 2020 y cuatro veces campeón mundial en pista.

## Trayectoria
Participó en cuatro Juegos Olímpicos de Verano, entre los años 2008 y 2024, obteniendo tres medallas, plata en Pekín 2008, en la prueba de persecución por equipos (junto con Casper Jørgensen, Jens-Erik Madsen y Alex Rasmussen), oro en Tokio 2020, en madison (con Lasse Norman Hansen), y bronce en París 2024, en madison (con Niklas Larsen), y el quinto lugar en Londres 2012, en persecución por equipos.
Ganó siete medallas en el Campeonato Mundial de Ciclismo en Pista entre los años 2007 y 2024, y cuatro medallas en el Campeonato Europeo de Ciclismo en Pista entre los años 2008 y 2024.
En carretera su mejor resultado fue la victoria en la sexta etapa de la Vuelta a España 2013, en un recorrido plano de 175 km entre Guijuelo y Cáceres. A lo largo de su carrera corrió para diferentes equipos: con el Saxo Bank entre 2009 y 2015, con el Katusha en 2016 y 2017, con el Quick Step de 2018 a 2023 y en 2024 con el equipo Astana Qazaqstan.
Se retiró de la competición al final de la temporada de 2024. Desde 2025 ejerce de entrenador del equipo nacional danés.

## Medallero internacional
| Juegos Olímpicos   | Juegos Olímpicos           | Juegos Olímpicos  | Juegos Olímpicos        |
| Año                | Lugar                      | Medalla           | Competición             |
| ------------------ | -------------------------- | ----------------- | ----------------------- |
| 2008               | Pekín (China)              | Medalla de plata  | Persecución por equipos |
| 2020               | Tokio (Japón)              | Medalla de oro    | Madison                 |
| 2024               | París (Francia)            | Medalla de bronce | Madison                 |
| Campeonato Mundial |                            |                   |                         |
| Año                | Lugar                      | Medalla           | Competición             |
| 2007               | Palma de Mallorca (España) | Medalla de bronce | Persecución por equipos |
| 2008               | Mánchester (Reino Unido)   | Medalla de bronce | Madison                 |
| 2009               | Pruszków (Polonia)         | Medalla de oro    | Persecución por equipos |
| 2009               | Pruszków (Polonia)         | Medalla de oro    | Madison                 |
| 2020               | Berlín (Alemania)          | Medalla de oro    | Madison                 |
| 2021               | Roubaix (Francia)          | Medalla de oro    | Madison                 |
| 2024               | Ballerup (Dinamarca)       | Medalla de bronce | Madison                 |
| Campeonato Europeo |                            |                   |                         |
| Año                | Lugar                      | Medalla           | Competición             |
| 2008               | Alkmaar (Países Bajos)     | Medalla de plata  | Madison                 |
| 2011               | Apeldoorn (Países Bajos)   | Medalla de plata  | Persecución por equipos |
| 2019               | Apeldoorn (Países Bajos)   | Medalla de oro    | Madison                 |
| 2024               | Apeldoorn (Países Bajos)   | Medalla de bronce | Madison                 |

1. ↑  Compitió en la ronda de clasificación.
2. ↑  Campeonato Europeo realizado sólo para la disciplina de madison.

## Palmarés

### Pista
| 2004 - Campeonato de Dinamarca en puntuación 2006 - Campeonato de Dinamarca en Madison (con Alex Rasmussen) - Campeonato de Dinamarca en puntuación - 1.º en la Copa del Mundo en Sídney en Persecución por Equipos - 1.º en la Copa del Mundo en Sídney en Madison (haciendo equipo con Alex Rasmussen) 2007 - 3.º en el Campeonato del mundo en Persecución por Equipos (con Casper Jørgensen, Jens-Erik Madsen y Alex Rasmussen) - Seis días de Grenoble (con Alex Rasmussen) - Campeonato de Dinamarca en Madison (con Alex Rasmussen) - 1.º en la Copa del Mundo en Los Ángeles en Madison (haciendo equipo con Alex Rasmussen) 2008 - 2.º en el Campeonato Olímpico Persecución por Equipos (con Casper Jørgensen, Jens-Erik Madsen y Alex Rasmussen) - 3.º en el Campeonato Mundial en Madison (haciendo equipo con Alex Rasmussen) - Seis días de Grenoble (con Alex Rasmussen) - Campeonato de Dinamarca en scratch - Campeonato de Dinamarca en persecución por equipos - Campeonato de Dinamarca en Madison (con Alex Rasmussen) - Campeonato de Dinamarca en puntuación - 1.º en la Copa del Mundo en Copenhague en Madison (haciendo equipo con Alex Rasmussen) - 2.º en el Campeonato Europeo de madison masculina (con Casper Jørgensen) 2009 - Campeonato Mundial en Madison (haciendo equipo con Alex Rasmussen) - Seis días de Copenhague (con Alex Rasmussen) - Seis días de Gante (con Alex Rasmussen) - Campeonato de Dinamarca en Madison (con Alex Rasmussen) | 2010 - Seis días de Copenhague (con Alex Rasmussen) - Seis días de Berlín (con Alex Rasmussen) - Campeonato de Dinamarca en Madison (con Alex Rasmussen) 2011 - Seis días de Copenhague (con Alex Rasmussen) - Campeonato de Dinamarca en ómnium - Campeonato de Dinamarca en Madison (con Alex Rasmussen) - 2.º en el Campeonato Europeo Persecución por Equipos (con Lasse Norman Hansen, Casper von Folsach, Rasmus Quaade) 2012 - Seis días de Ámsterdam (con Pim Ligthart) 2013 - Seis días de Copenhague (con Lasse Norman Hansen) 2015 - Seis días de Copenhague (con Alex Rasmussen) - Seis días de Gante (con Iljo Keisse) 2017 - Seis días de Copenhague (con Lasse Norman Hansen) 2018 - Seis días de Copenhague (con Kenny De Ketele) - 1.º en la Copa del Mundo en Saint-Quentin-en-Yvelines en Madison (haciendo equipo con Lasse Norman Hansen) 2019 - Campeonato Europeo en Madison (con Lasse Norman Hansen) 2020 - Campeonato Mundial en Madison (haciendo equipo con Lasse Norman Hansen) |

### Ruta
| 2006 - Skive-Løbet 2008 - 1 etapa del Giro del Capo 2010 - 3.º en el Campeonato de Dinamarca Contrarreloj 2011 - Tour de Fyen 2012 - 3.º en el Campeonato de Dinamarca Contrarreloj 2013 - Campeonato de Dinamarca en Ruta - 1 etapa de la Vuelta a España | 2014 - 3.º en el Campeonato de Dinamarca en Ruta 2015 - 1 etapa de la Vuelta a Dinamarca 2018 - Campeonato de Dinamarca en Ruta 2019 - Campeonato de Dinamarca en Ruta 2020 - 3.º en el Campeonato de Dinamarca en Ruta |

## Resultados en Grandes Vueltas y Campeonatos del Mundo
| Carrera              | Carrera              | 2005 | 2006 | 2007 | 2008 | 2009 | 2010  | 2011  | 2012 | 2013  | 2014  | 2015 | 2016 | 2017  | 2018  | 2019  | 2020  | 2021  | 2022  | 2023  | 2024 |
| -------------------- | -------------------- | ---- | ---- | ---- | ---- | ---- | ----- | ----- | ---- | ----- | ----- | ---- | ---- | ----- | ----- | ----- | ----- | ----- | ----- | ----- | ---- |
|                      | Giro de Italia       | —    | —    | —    | —    | —    | 129.º | 156.º | —    | —     | —     | —    | —    | —     | 107.º | —     | —     | —     | Ab.   | —     | —    |
|                      | Tour de Francia      | —    | —    | —    | —    | —    | —     | —     | 93.º | —     | 134.º | —    | Ab.  | —     | —     | 152.º | 130.º | 138.º | F. c. | 150.º | Ab.  |
|                      | Vuelta a España      | —    | —    | —    | —    | —    | —     | —     | —    | 128.º | —     | —    | —    | 137.º | 148.º | —     | 121.º | —     | —     | —     | —    |
| Mundial en Ruta      | Mundial en Ruta      | —    | —    | —    | —    | —    | Ab.   | 18.º  | —    | —     | Ab.   | 78.º | Ab.  | 75.º  | —     | Ab.   | —     | —     | 55.º  | Ab.   | —    |
| Mundial Contrarreloj | Mundial Contrarreloj | —    | —    | —    | —    | —    | 31.º  | 47.º  | —    | —     | —     | —    | —    | —     | —     | —     | —     | —     | —     | —     | —    |

| —: No participó | Ab: Abandono | F. c: Fuera de control |

## Equipos
- GLS (2005-2008)
  - Team GLS (2005-2007)
  - Team GLS-Pakke Shop (2008)
- Saxo Bank/Tinkoff (2009-2015)
  - Team Saxo Bank (2009-2010)
  - Saxo Bank Sungard (2011)
  - Team Saxo Bank-Tinkoff Bank (2012)
  - Team Saxo-Tinkoff (2013)
  - Tinkoff-Saxo (2014-2015)
- Team Katusha (2016-2017)
  - Team Katusha (2016)
  - Team Katusha-Alpecin (2017)
- Quick Step (2018-2023)
  - Quick-Step Floors (2018)
  - Deceuninck-Quick Step (2019-2021)
  - Quick Step-Alpha Vinyl (2022)
  - Soudal Quick-Step (2023)
- Astana Qazaqstan Team (2024)